# Sukalilah
Sukalilah is een bestuurslaag in het regentschap Garut van de provincie West-Java, Indonesië. Sukalilah telt 6381 inwoners (volkstelling 2010).